# Лисабон
Вижте пояснителната страница за други значения на Лисабон.
Лисабон (на португалски: Lisboa, изговор на португалски Лижбо̀а) е столица и най-голям град на Португалия с население (2001 г.) на града 564 477 жители, а агломерацията – около 2 700 000 души. Разположен е при вливането на река Тежу в Атлантическия океан.
Лисабон е сред най-старите градове в Европа и втората най-стара европейска столица (след Атина). Той е политическият, икономическият и културният център на страната.

## История
Основан като финикийска или гръцка колония, след завладяването от римляните градът е включен в провинция Лузитания. Завладян е от маврите около 711 и е превзет отново през 1147 от Афонсу Енрикеш, първият крал на Португалия. Лисабон става столица на страната през 1260, а през 1290 е основан Лисабонският университет.
Лисабон достига своя най-голям разцвет през 16 век, по време на Португалската империя. Той се превръща в европейски център на търговията с Азия, като в същото време в него се излива златото, произвеждано в Бразилия. Този подем не е прекъснат и от тежкото земетресение на 26 януари 1531, при което загиват хиляди жители на града.
На 1 ноември 1755 Лисабон е засегнат от голямото Лисабонско земетресение, при което загиват около 90 000 души, около 1/3 от жителите на града, и почти всички сгради са разрушени. Градът е възстановен по план на маркиз Помбал. Лисабон е център на републикански метеж през октомври 1910, както и на Революцията на карамфилите от 25 април 1974, довела до демократизирането на Португалия.

## География
Лисабон е разположен при устието на река Тахо и е най-западната столица в Континентална Европа. Най-западната му част влиза в рамките на горския парк Монсанто.
Градът заема площ от 100 km2, а границите му съвпада с тези на общината. Останалият урбанизиран район е познат под името Голям Лисабон (на португалски: Grande Lisboa) и включва няколко административни градове и общини по северния бряг на река Тахо. По-големият Лисабонски метрополен регион включва и Сетубалския полуостров на юг.

### Климат
Градът има средиземноморски климат, с меки, влажни зими и топли до горещи, сухи лета. Средногодишната температура е 17,4 °C (21,3 °C през деня и 13,5 °C през нощта).
Лисабон е сред европейски столици с най-топли зими и най-топли нощи. Най-ниската измерена температура в града е -1,2 °C през февруари 1956 г. а най-високата е 44 °C на 4 август 2018 г. Средното количество годишни слънчеви часове е 2806 (4,6 часа дневно през декември и 11,4 часа през юли). Средното количество годишни валежи съставлява 774 mm, като ноември е най-влажният месец. Валежите от сняг са изключителна рядкост.
| Климатични данни за Лисабон                                | Климатични данни за Лисабон | Климатични данни за Лисабон | Климатични данни за Лисабон | Климатични данни за Лисабон | Климатични данни за Лисабон | Климатични данни за Лисабон | Климатични данни за Лисабон | Климатични данни за Лисабон | Климатични данни за Лисабон | Климатични данни за Лисабон | Климатични данни за Лисабон | Климатични данни за Лисабон | Климатични данни за Лисабон |
| Месеци                                                     | яну.                        | фев.                        | март                        | апр.                        | май                         | юни                         | юли                         | авг.                        | сеп.                        | окт.                        | ное.                        | дек.                        | Годишно                     |
| Абсолютни максимални температури (°C)                      | 22,6                        | 24,8                        | 29,4                        | 32,2                        | 34,8                        | 41,5                        | 40,6                        | 44,0                        | 37,3                        | 32,6                        | 25,3                        | 23,2                        | 44,0                        |
| Средни максимални температури (°C)                         | 14,8                        | 16,2                        | 18,8                        | 19,8                        | 22,1                        | 25,7                        | 27,9                        | 28,3                        | 26,5                        | 22,5                        | 18,2                        | 15,3                        | 21,3                        |
| Средни температури (°C)                                    | 11,6                        | 12,7                        | 14,9                        | 15,9                        | 18,0                        | 21,2                        | 23,1                        | 23,5                        | 22,1                        | 18,8                        | 15,0                        | 12,4                        | 17,4                        |
| Средни минимални температури (°C)                          | 8,3                         | 9,1                         | 11,0                        | 11,9                        | 13,9                        | 16,6                        | 18,2                        | 18,6                        | 17,6                        | 15,1                        | 11,8                        | 9,4                         | 13,5                        |
| Абсолютни минимални температури (°C)                       | −1                          | −1,2                        | 0,2                         | 5,5                         | 6,8                         | 10,4                        | 14,1                        | 14,7                        | 12,1                        | 9,2                         | 4,3                         | 2,1                         | −1,2                        |
| Средни месечни валежи (mm)                                 | 99,9                        | 84,9                        | 53,2                        | 68,1                        | 53,6                        | 15,9                        | 4,2                         | 6,2                         | 32,9                        | 100,8                       | 127,6                       | 126,7                       | 774                         |
| Средно количество слънчеви часове                          | 142.6                       | 156.6                       | 207.7                       | 234.0                       | 291.4                       | 303.0                       | 353.4                       | 344.1                       | 261.0                       | 213.9                       | 156.0                       | 142.6                       | 2806                        |
| ---------------------------------------------------------- | --------------------------- | --------------------------- | --------------------------- | --------------------------- | --------------------------- | --------------------------- | --------------------------- | --------------------------- | --------------------------- | --------------------------- | --------------------------- | --------------------------- | --------------------------- |
| Източник: Instituto de Meteorologia, Hong Kong Observatory |                             |                             |                             |                             |                             |                             |                             |                             |                             |                             |                             |                             |                             |

## Население
Историческото население на града е около 35 000 души към 1300 г., 60 000 към 1400 г. и 70 000 към 1500 г. В периода 1528 – 1590 г. жителите му се увеличава до 120 000. Към 1700 г. населението му е вече почти 200 000 души.
В днешно време, в административния център на район Лисабон живеят 552 700 души. Гъстотата на населението му е 6458 души/km2. Метрополният район на града (включващ и други градчета) има население 3 121 876 души.
Най-много чужденци има от Бразилия (43 066), Кабо Верде (22 143), Китай (12 493), Гвинея-Бисау (12 241), Ангола (10 945), Румъния (10 528), Италия (8840), Франция (8681), Украйна (8615), Непал (7430), Испания (6556), Индия (6490), Сао Томе и Принсипи (5422), Германия (5021) и други.

## Икономика
Регионът на Лисабон е най-богатият в страната, а БВП на глава от населението е над средното за Европейския съюз. Той е отговорен за 45% от БВП на Португалия. Развита е промишлеността, особено по южния бряг на река Тахо. Районът около града се разраства бързо, а с това расте и БВП на глава от населението. По-развити отрасли са нефтопреработването, производството на текстил и кораби и риболовът.
Главното пристанище на страната се намира в града. Той се развива като важен финансов център и динамичен технологичен хъб. В покрайнините на града са построени автомобилни заводи. Фондовата борса Euronext Lisbon е фиксирана спрямо Нюйоркската фондова борса от 2007 г. В периода 2010 – 2014 г. градът и страната като цяло претърпяват тежка икономическа криза. Въпреки това, през 2015 г. Лисабон се нарежда сред най-добрите градове за живеене в света.
Туризмът е друг важен сектор – към 2018 г. градът е посещаван от средно 4,5 милиона туристи годишно. Доходите само на хотелите представляват 714,8 милиона евро през 2017 г.

## Транспорт
Лисабонският метрополитен свързва центъра на града с отдалечените му квартали. Това е най-бързият начин за транспорт в града. Включва четири линии с 56 станции и обща дължина 44,2 km. Традиционен начин на придвижване са трамвайните линии. Първите трамваи са въведени през 1901 г. от САЩ. Автобусната мрежа също е развита и обслужва и съседните градчета.  

Градът е свързан с отсрещния бряг на река Тахо чрез два моста: „25 април“ (от 1966 г.) и „Вашку да Гама“ (от 1998 г.). Положени са основите и на трети мост, но строителството му е отложено, поради икономическата криза през 2010-те години. Мостът "25 април" е копие на мостът в Сан Франциско.
До другия бряг на реката може да се стигне и с ферибот, тръгващ от различни места в града.
Лисабонското летище „Умберто Делгадо“ е щаб-квартирата на португалския авиопревозвач TAP Air Portugal. Съществува проект за второ летище, но той навлиза в застой покрай икономическата криза в страната.

## Забележителности
- Музей Калуст Гюлбенкян

## Известни личности
Родени в Лисабон
- Исак Абрабанел (1437 – 1508), философ и финансист
- Жуау Агиар (1943 – 2010), писател
- Алешандре Еркулано (1810 – 1877), писател
- Жуау I (1357 – 1433), крал
- Жуау II (1455 – 1495), крал
- Жуау III (1502 – 1557), крал
- Жуау VI (1767 – 1826), крал
- Луиш де Камойнш (1524 – 1580), поет
- Филипе да Коща (р. 1984), футболист
- Фернанду Песоа (1888 – 1935), поет
- Луиш Фиго (р. 1972), футболист

Починали в Лисабон
- Жуау Агиар (1943 – 2010), писател
- Калуст Гулбенкян (1869 – 1955), предприемач
- Жуау I (1357 – 1433), крал
- Жуау III (1502 – 1557), крал
- Жуау VI (1767 – 1826), крал
- Луиш де Камойнш (1524 – 1580), поет
- Мануел I (1469 – 1521), крал
- Фернанду Песоа (1888 – 1935), поет

Други личности, свързани с Лисабон
- Фернандо Магелан (1480 – 1521), мореплавател, живее в града през 1492 – 1505

## Братски градове и партньори
- Атина, Гърция
- Бело Оризонте, Бразилия
- Бисау, Гвинея-Бисау
- Бразилия, Бразилия
- Будапеща, Унгария (1992)
- Буенос Айрес, Аржентина
- Джърси Сити, Ню Джърси, САЩ
- Загреб, Хърватия (1977)
- Кашеу, Гвинея-Бисау
- Луанда, Ангола
- Мадрид, Испания (1979)
- Макао, Китай
- Малака, Малайзия (1984)
- Манисалес, Колумбия
- Мапуто, Мозамбик
- Монреал, Канада
- Монтевидео, Уругвай
- Никозия, Кипър
- Париж, Франция – специално сътрудничество
- Прая, Кабо Верде
- Рабат, Мароко'
- Рио де Жанейро, Бразилия (1980)
- Русе, България